# Gleuel

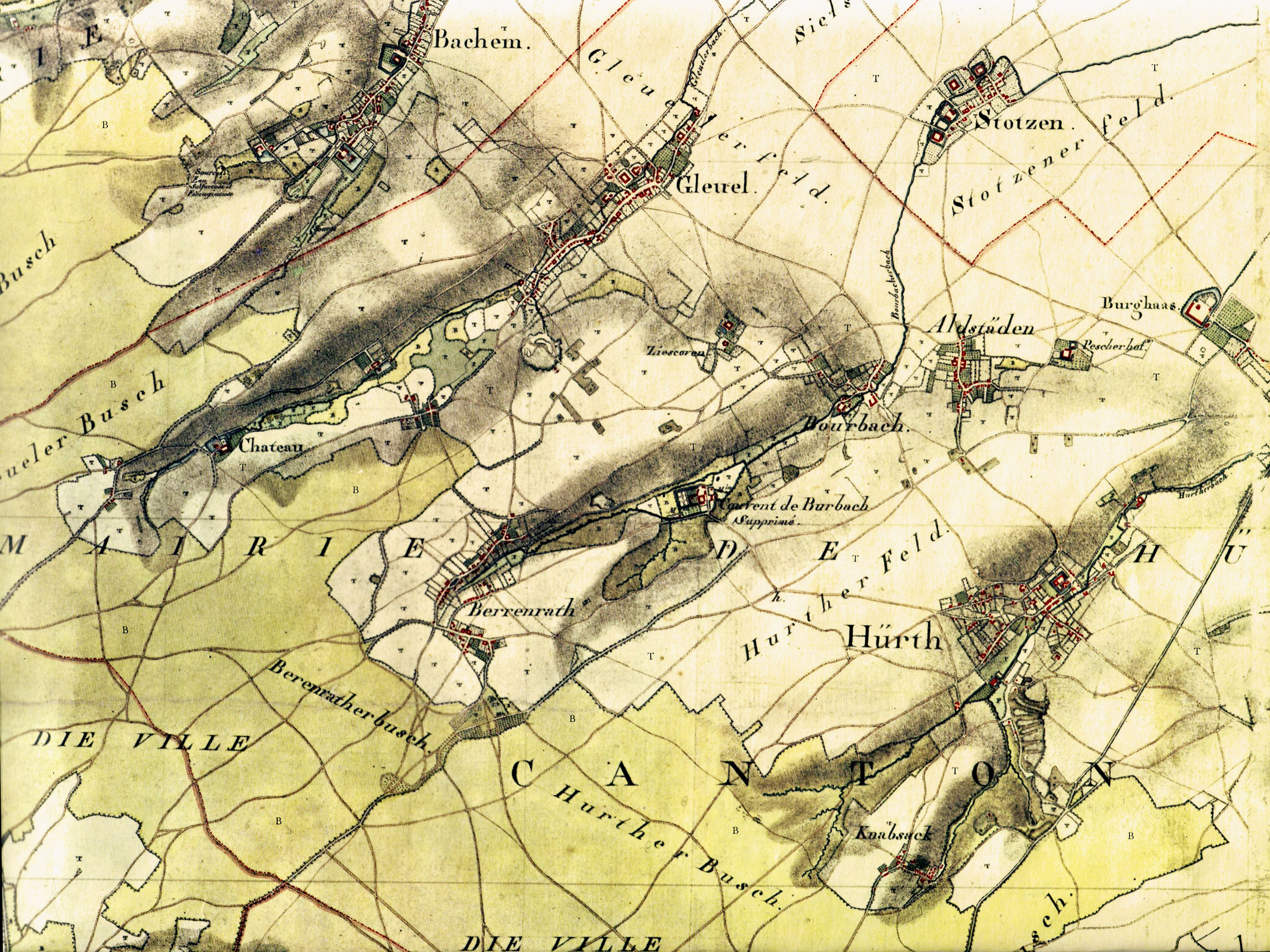
Gleuel um 1807/8 auf einer Tranchot-Karte

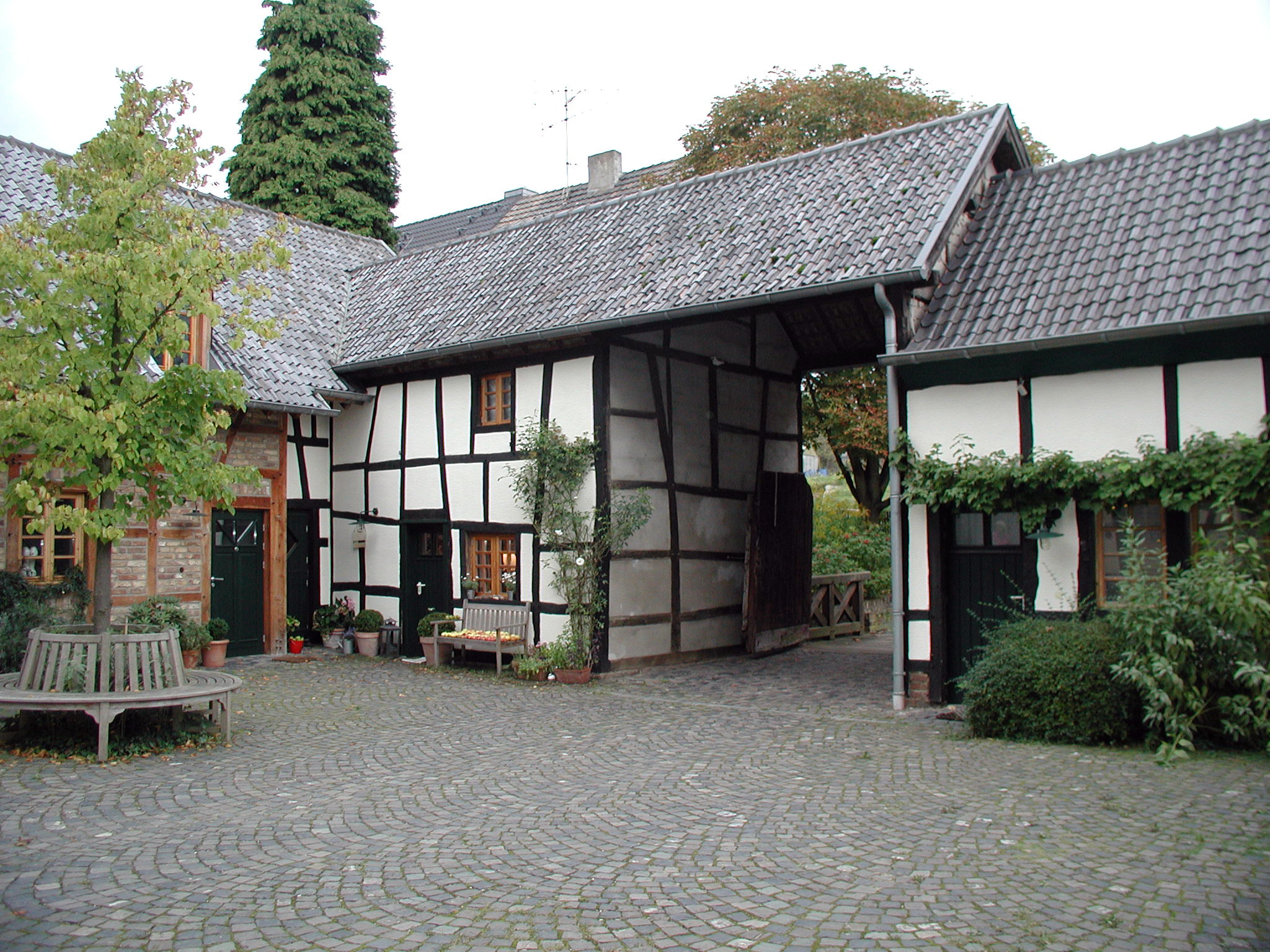
Correns-Mühle Innenhof

Gleuel ist ein Stadtteil von Hürth im Rhein-Erft-Kreis mit 6386 Einwohnern (Stand: 31. März 2022).

## Geschichte
Am 4. Juni 898 schenkte der König des lotharingischen Teilreiches, Zwentibold, einen Salhof in Gleuel (Gloulo) mit zwölf anderen Höfen und der Kirche, ebenso Güter in Selstena (Sielsdorf) an das Stift Essen. Unter Beachtung heutiger Maße umfasste die Schenkung insgesamt ungefähr 1000 Morgen Land.
In späterer Zeit gehörte es wie auch die übrigen Landsitze und Burgen der Herrlichkeit Gleuel zum Domstift zu Köln, das diese Ländereien weiter zu Lehen gab. Nach dem Weistum von 1567 waren die Grenzen wie folgt: Von den Grenzen des Gutes Horbell bis zum ersten Haus von Bachem, dann zum Gebiet von Alt-Berrenrath, dann den Burbacher Bach (Schafsbach) und die Bonnstraße entlang bis zum schwarzen Kreuz (Wegespinne zwischen Stotzheim und Gleuel) und wieder zur Grenze des „untersten“ Beller Hofs. Schöffengüter waren außer dem Burghof noch der Schererhof und Hof Zieskoven, die alle dem Burgherrn Heinrich von Gleuel gehörten, das vierte Gut in Gleuel, Grippekoven, gehörte dem Kloster Sion, zwei Höfe in Sielsdorf, zwei Güter und der Klosterhof diesseits des Burbacher Baches, Burg Schallmauer und Hof Schallmauer. Zuletzt noch der zweite Hof von Ziskoven, das Melatengut, und die beiden Mühlenhöfe. Die Grenze nach Horbell, Bachem und Alstädten ist noch gleich auf der Tranchotkarte eingezeichnet. Unter französischer Herrschaft wurden die kirchlichen Güter verstaatlicht und dann verkauft. In der Franzosenzeit gehörte Gleuel mit 605 Einwohnern einschließlich der Weiler als größte Spezialgemeinde der Mairie/Bürgermeisterei Hürth zum Kanton Brühl.
Zu Sehenswürdigkeiten: (→ Liste der Baudenkmäler in Gleuel)

## Burg Gleuel

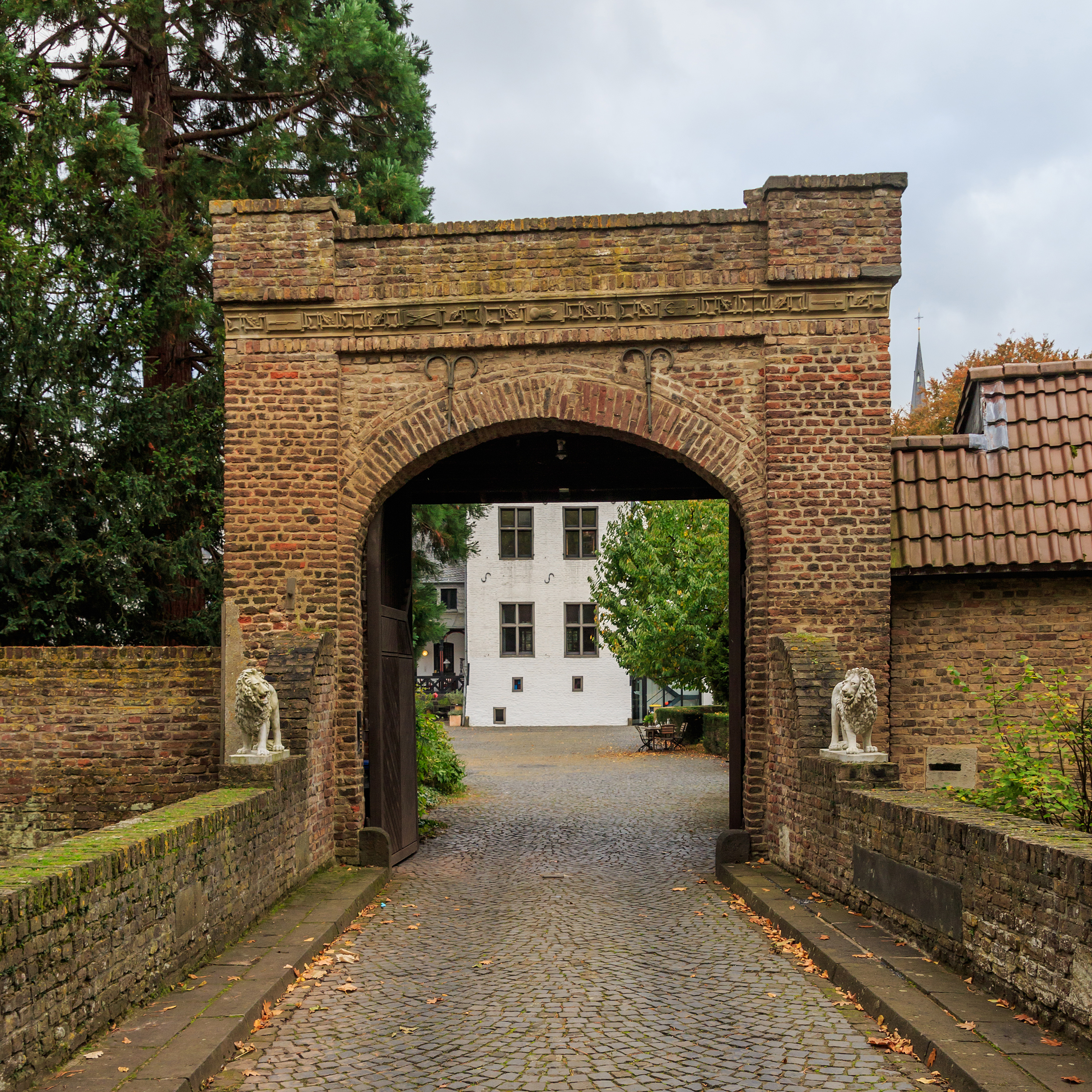
Haupteingang zur Burg

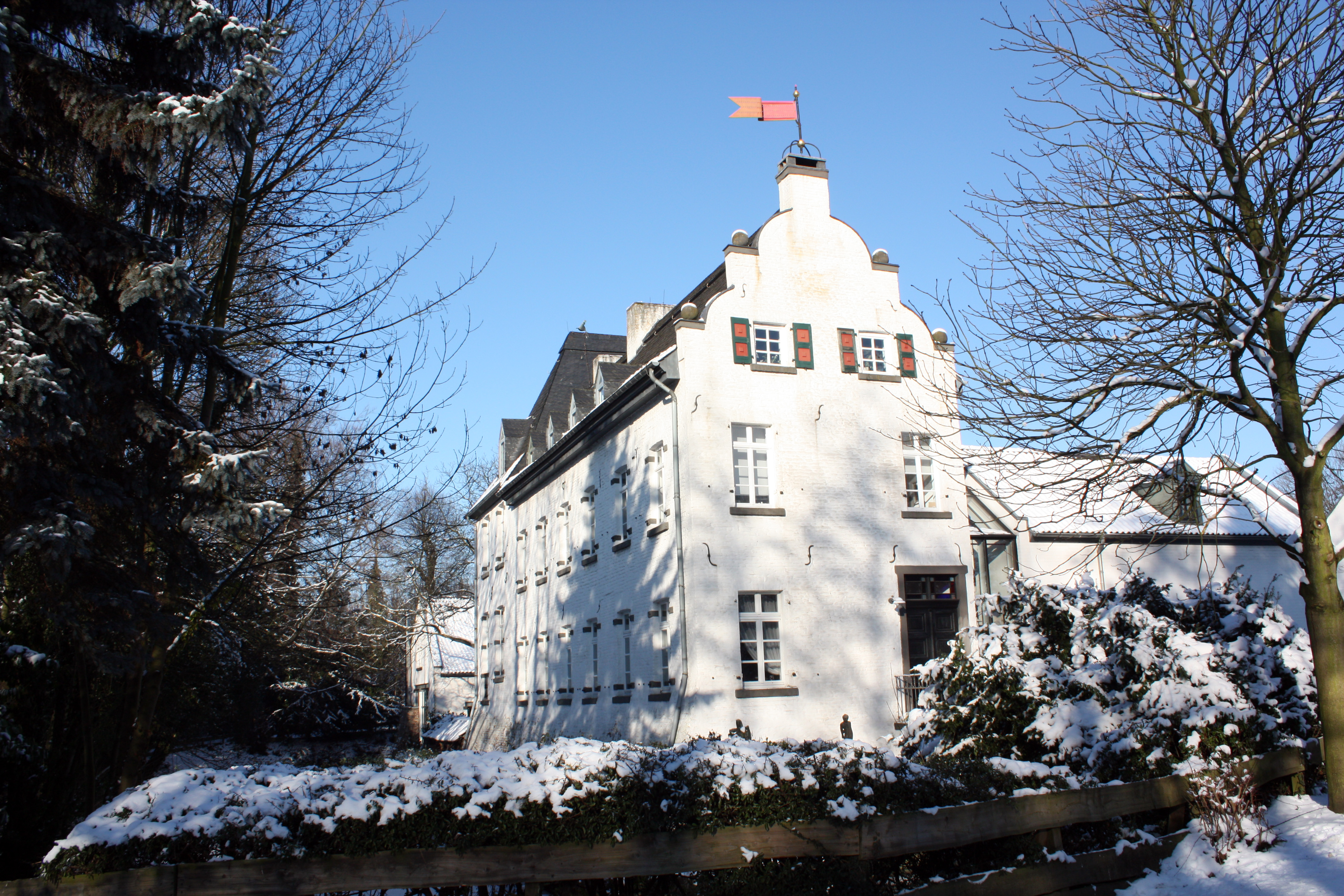
Wasserburg Gleuel

Die ältesten bekannten Besitzer der Burg Gleuel führten ihren Namen nach dem Ort. 1260 finden wir Gerard von Gluele, der gegen den Erzbischof Konrad von Hochstaden kämpfte. Der letzte adlige Besitzer, Balthasar Kaspar von Cölln gab im Rahmen eines Erbkaufvertrages (1726) das Burggut zurück an das Domkapitel.
In der Säkularisation (1802) wurde die Burg deshalb wie aller Kirchenbesitz von den Franzosen enteignet. Der spätere preußische Bürgermeister der Bürgermeisterei Hürth, Heinrich Felten (1817 bis 1845), kaufte die Burg. Der nächste Besitzer war 1907 dann der Rittergutsbesitzer Josef Berk (1851 bis 1926). Dieser vermachte der katholischen Gemeinde einen Teil seiner Ländereien, die daraufhin 1910 die Stiftung Berk für Seniorenhilfe in Gleuel gründete, die bis heute noch besteht. Heute fördert sie vor allem das Caritas-Altenzentrum St. Sebastianus-Stift in der Nähe der Burg. Zuletzt übernahm sie Mitte der 1970er Jahre der Architekt U. Ahlert, der dort ein Planungsbüro betreibt.
Das heutige Hauptgebäude der Burg wurde im Jahre 1632 von Johann von Cölln erbaut. Sein Wappen ist an der Decke des ehemaligen Rittersaales zu finden. Das Torhaus und die Nebengebäude wurden in den 1980er Jahren zu einer Altersresidenz um- beziehungsweise neu gebaut und erweitert. Die Burg wird seit vielen Jahren vom jetzigen Besitzer im Sommer für kulturelle Veranstaltungen zur Verfügung gestellt. Der Burgpark, der vom den Burggraben speisenden Gleueler Bach durchflossen wird, ist frei zugänglich.

## Correns-Mühle
Die Correns-Mühle, Ernst-Reuter-Str. 91, deren Mühlrad einst auch vom Gleueler Bach angetrieben wurde, welcher bei Berrenrath entspringt (An den 7 Sprüngen) und durch Gleuel und Sielsdorf bis zum südlichen Randkanal fließt, wird erstmals 1773 erwähnt. Die Stilllegung der Mühle erfolgte 1954. Von den ehemals zahlreichen Mühlen an den Villebächen in Hürth ist die früher auch Keips- oder Mittlere Mühle genannte Anlage dank aufwendiger Investitionen des jetzigen Besitzers die einzige einigermaßen gut erhaltene. Das Wasserrad fehlt.

## Märchenbrunnen

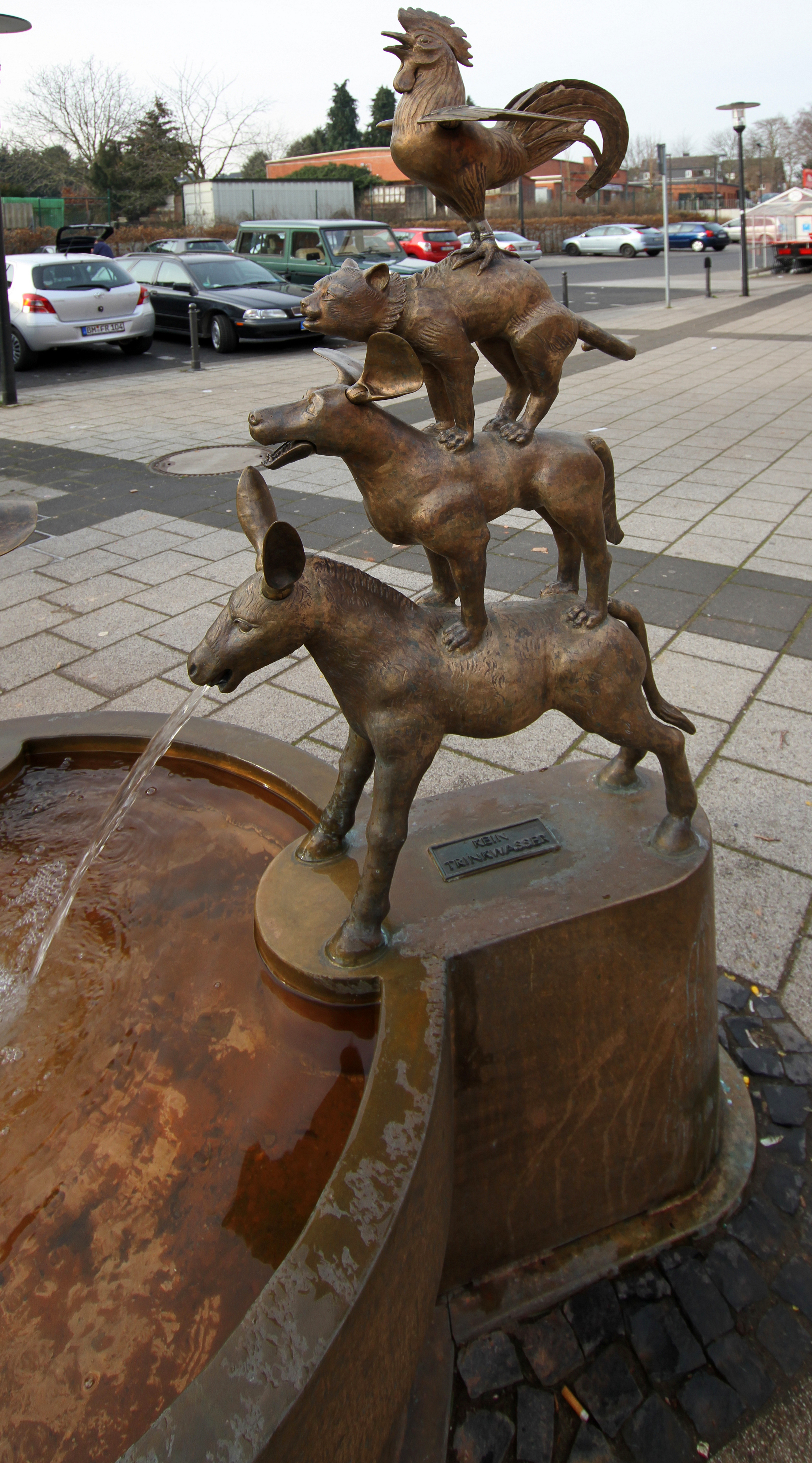
Detail der Brunnenfiguren

Im Ortsmittelpunkt auf dem Jakob-Eßer-Platz sprudelt seit Oktober 2011 der Märchenbrunnen des Aachener Künstlers Bonifatius Stirnberg. Der Brunnen ersetzte einen verfallenen Brunnen, der zuletzt Baumaßnahmen weichen musste. Die Idee zu einem Bürger-Brunnen-Verein kam dem damaligen Ortsvorsteher Heinz Görgens bereits 1999. Es sollte aber noch lange dauern, bis Pläne und Geld zusammenkamen. Angeregt von Schülern der Gebrüder-Grimm-Schule und Kindern des Kindergartens, die Entwürfe zeichneten, wurden die Märchenfiguren beweglich gestaltet. Zuletzt leisteten noch viele örtliche Handwerker bei der Installation der Brunnentechnik ehrenamtlich und kostenlos nötige Hilfe. Das Engagement des Vereins, dem auch der Bürgermeister der Stadt, Walther Boecker, angehört, ist damit nicht beendet. Es gibt noch Gestaltungsbedarf. Zudem überlegt man, den Verein zu einem Brunnen- und Verschönerungsverein auszubauen.

## Bergmannssiedlung
(→ Braunkohle in Hürth mit Hinweis auf die alte Grube Gotteshülfe)
Denkmalwürdig für die bauliche Entwicklung der damals jungen Industriegemeinde im Rheinischen Braunkohlerevier ist die in den 1920er Jahren zwischen Gleuel und dem Hofgut Zieskoven für ca. 200 Familien erbaute Bergmannssiedlung um die Bergmann- und Barbara-Straße. Die einfachst und einheitlich gebauten Reihenhäuser mit kleinem Garten und einem Schuppen für die Bergmannskuh, die Kaninchen oder die Tauben hinter dem Haus haben nur eine Raumhöhe von 2,20 Metern und ein traufständiges Giebeldach mit kleiner Dachgaube, das direkt über dem Erdgeschoss beginnt. Die Häuser blieben im Eigentum der Grubenbetriebe und das Wohnen war an den Arbeitsvertrag gebunden. Heute, nach dem Niedergang des Braunkohlebergbaus in Hürth, sind die Häuser zum größten Teil an die Mieter verkauft und von diesen nach neuzeitlichen Gesichtspunkten ausgebaut und modernisiert worden. So wurden die rechtwinklig an die Häuser anliegenden Schuppen längst zu Wohnräumen oder Badezimmern umgewandelt und die Dachgeschosse oft großzügig ausgebaut. Die Siedlung ist beispielhaft für viele ähnlich strukturierte Bergbausiedlungen am Hang oder am Rand des Vorgebirges. Die angestrebte Unterschutzstellung der Siedlung oder einzelner noch originaler Häuser hätte somit überörtliche Bedeutung.

## Kirchen

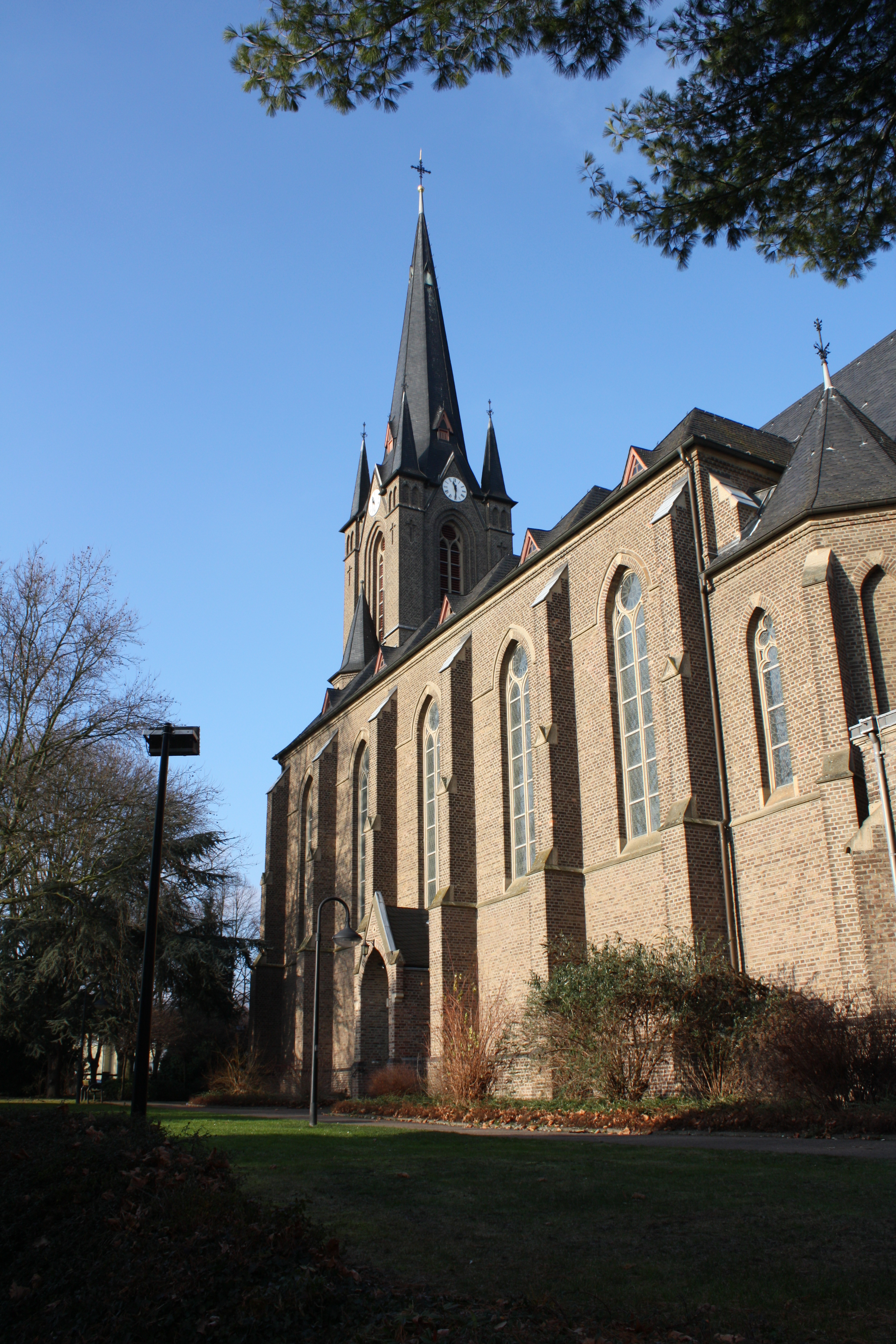
Sankt Dionysius

### Sankt Dionysius
In der Gleueler Kirche Sankt Dionysius werden als Schutzpatrone der heilige Dionysius von Paris und der heilige Sebastian verehrt.
Das Gründungsjahr der Pfarrei ist nicht bekannt. Insbesondere der Pfarrpatron Dionysius jedoch lässt sie als eine der ersten Kirchen in der Gemeinde ansehen. Dieser Heilige wurde schon in fränkischer Zeit hoch verehrt.
Dass die Kirche in der Urkunde von 989 in Verbindung mit dem Salhof genannt wird, beweist, dass es sich um eine Stiftung des Salhofbesitzers, also um eine Eigenkirche handelt. Der liber valoris erwähnt die Pfarrkirche um 1274, desgleichen eine Urkunde vom Jahre 1297. Zu der Pfarrei gehörten von alters her Aldenrath mit der Burg, ein Teil des Dorfes Burbach, das Kloster Marienborn zu Burbach – gestiftet von der Witwe des Hartmann von Geyr im Jahre 1233 – bis zu seiner Auflösung im Jahre 1802 und Berrenrath, das im Jahre 1850 selbständige Pfarrei wurde. Weiter waren in die Gleueler Kirche die Rittersitze in Horbell und Bell, dann Sielsdorf, Ursfeld und Zieskoven eingepfarrt.
Gleuel war im Mittelalter jahrhundertelang bis zum Einmarsch der französischen Truppen selbst Wallfahrtsort. Große Bedeutung für den Ort hat auch die Wallfahrt der Bewohner nach Walberberg zur Verehrung der heiligen Walburga.
Die erste Gleueler Kirche wurde wohl zu Beginn des 12. Jahrhunderts durch einen Neubau in romanischem Stil ersetzt, der jedoch im Laufe der folgenden Jahrhunderte manche Veränderungen erfuhr. Unter der Kirche befand sich eine Begräbnisstätte für die verstorbenen Pfarrer, für die Besitzer der Burgen und Herrensitze sowie für die verstorbenen Äbtissinnen des Klosters Burbach. Die jetzige nach Plänen des Regierungsbaumeisters Julius Busch aus Neuss erbaute dreischiffige neugotische Kirche mit 67 m hohem Turm wurde 1893 von Philipp Kardinal Krementz konsekriert. Wegen der Zerstörung der Kirche im Krieg wurden die Gottesdienste im Pfarrheim gehalten. Eine Klaisorgel von 1962 mit 23 Registern und zwei Manualen wartet auf eine Generalüberholung. Bei einer gründlichen Renovierung der Kirche 1987 bis 1993 wurden Gewölbe gesichert oder neugebaut und der Altarbereich in die Vierung vorgezogen.

### Sankt Barbara

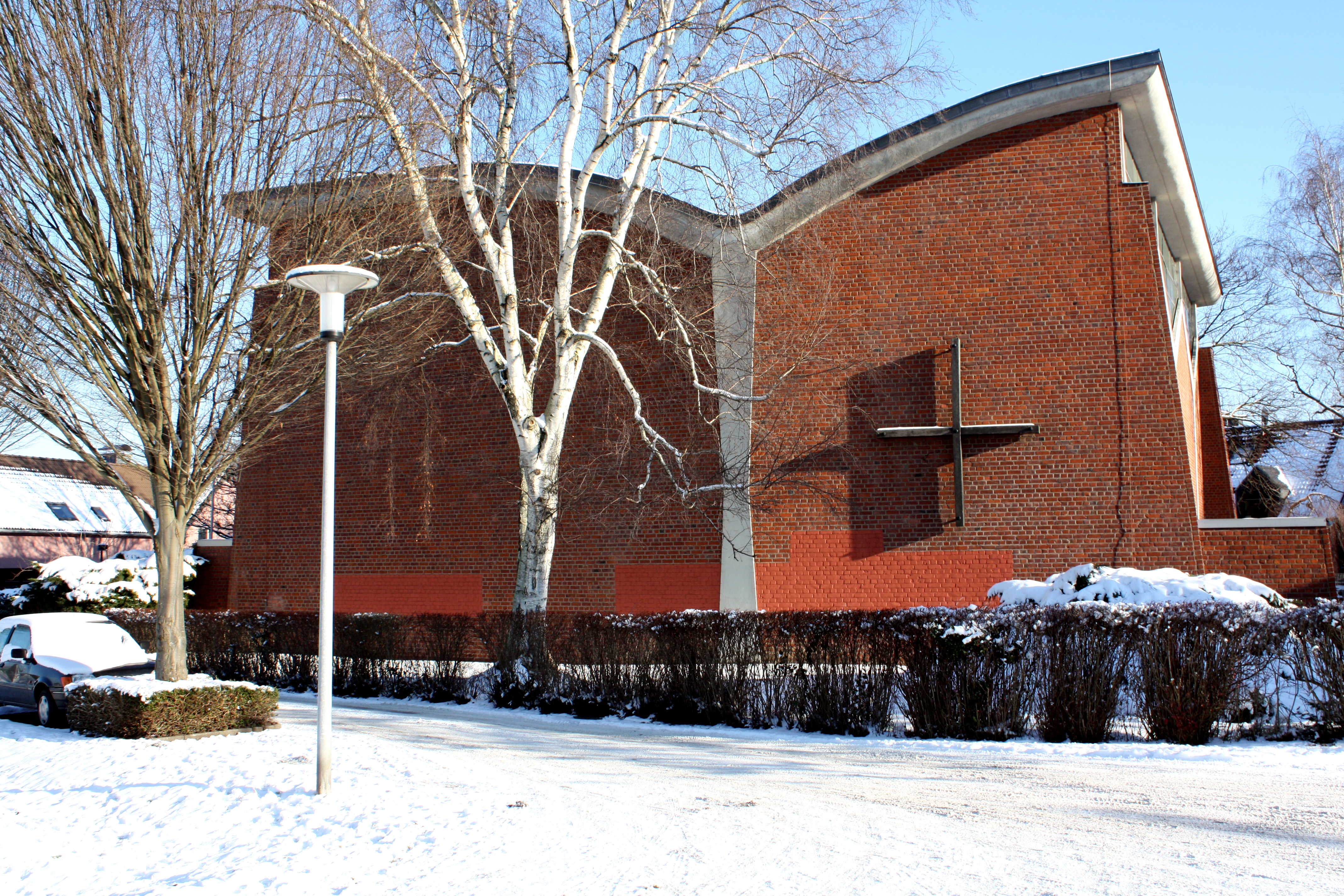
Profanierte Kirche St. Barbara

Am 2./3. Mai 1959 konsekrierte Weihbischof Wilhelm Cleven in der Bergmannssiedlung die neue Sankt Barbara-Kirche, die der Schutzpatronin der Bergleute, der heiligen Barbara, geweiht war. Die Kirche wurde am 29. Mai 2005 profaniert und im November 2017 abgerissen.

### Martin-Luther-Kirche

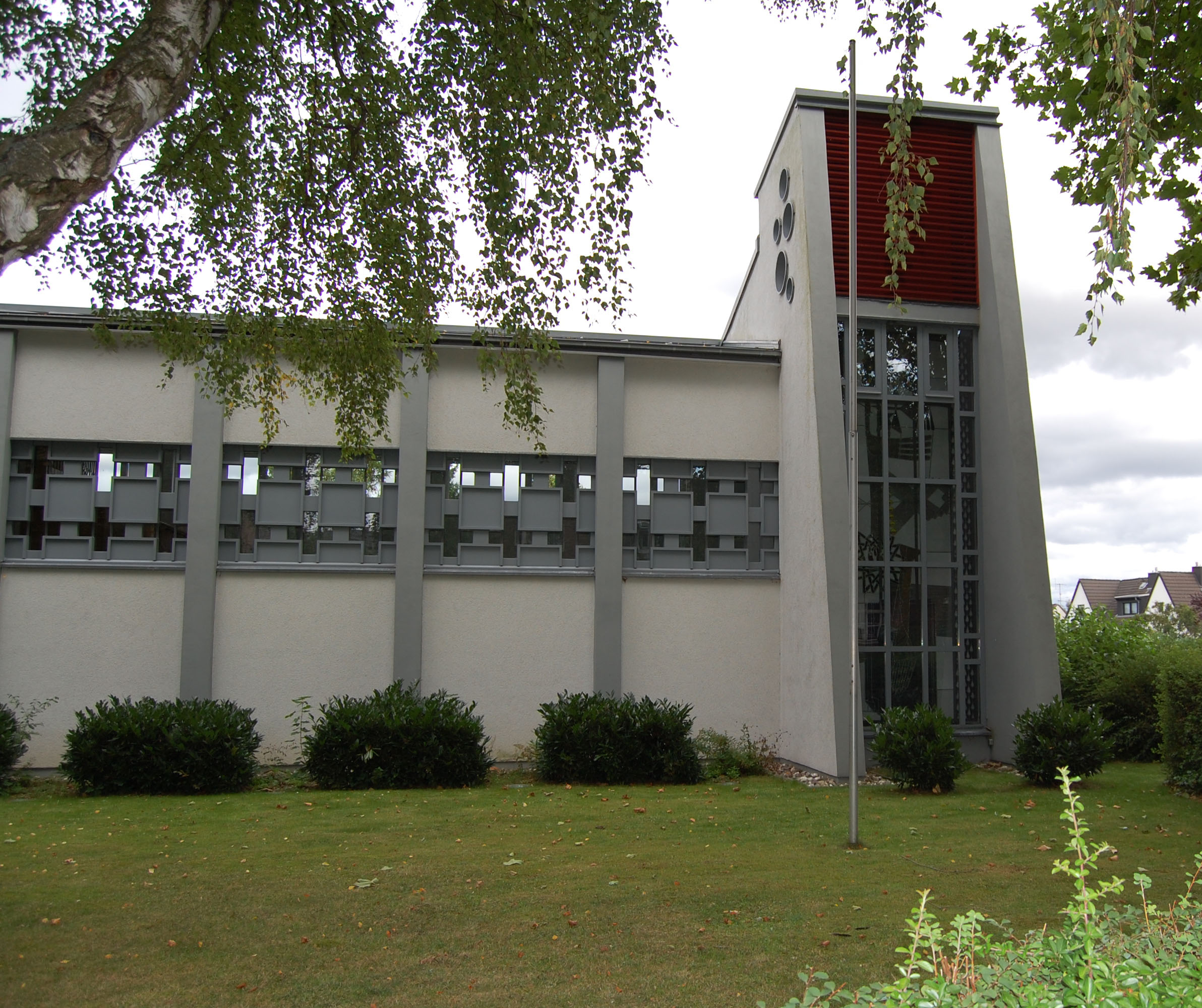
Martin-Luther-Kirche

Wie die katholische Kirche St. Barbara wurde auch die evangelische Martin-Luther-Kirche aufgrund des starken Zuzugs auch von Evangelischen Mitte der 1950er Jahre geplant. Die Bauplanung erfolgte noch durch die evangelische Gemeinde Frechen, zu der Gleuel bis 1957 gehörte. Der Grundstein wurde am 10. März 1956 gelegt. Der Frechener Architekt Friedel Steeg leitete den Bau, der am Sonntag, 10. März 1957, durch den Präses der Evangelischen Kirche im Rheinland Heinrich Held eingeweiht und der neu gegründeten Evangelischen Gemeinde Hürth unter dem damals einzigen Pfarrer der Gemeinde, Karl Keller, Hürth-Knapsack, übergeben wurde. Die Kirche war durch Spenden der Industrie, Zuschüsse der Öffentlichen Hand und einer Spende amerikanischer Christen finanziert worden.

## Verkehr
Gleuel hat eine eigene Ausfahrt an der Bundesautobahn 1, die durch die Landstraße 103 an Gleuel angebunden ist. Auf der anderen Seite von Gleuel führt die L 183 am Fuße des Vorgebirges vorbei. Der Stadtteil wird von den Buslinien 711 und 717 (wobei letztere aber nur im Schülerverkehr eingesetzt wird) des Stadtverkehrs Hürth sowie von den Regionalbussen 910 (Hürth Mitte – Frechen), 960 (Bergheim – Hürth-Hermülheim) und 978 (Hürth-Berrenrath – Köln Hauptbahnhof), alle von der Rhein-Erft-Verkehrsgesellschaft eingesetzt, angefahren.

## Schulen/Sport/Freizeit
- Brüder-Grimm-Schule, Gemeinschaftsgrundschule, Schnellermaarstraße 19
- Lebenshilfe NRW, Berufskolleg für Sozialassistenten und Heilerziehungspfleger
- Sport: Gleueler-Knapsacker SC
- Sport: Judoclub Jigoro-Kano Hürth-Gleuel e. V.
- Sport: HGV-Hürth-Gleuel e. V., Handballverein
- Otto-Maigler-See, mit Freibad, Ruder- und Windsurfing-Sport, Rundwanderweg (südwestlich von Gleuel)
- St. Sebastianus Schützengesellschaft 1911 e. V., Schießsport (Luftgewehr, Luftpistole, Kleinkalibergewehr)

## Politik
Gleuel wird im Hürther Stadtrat von Heinz-Werner Kriesch (CDU) und Ulrich Klugius (ebenfalls CDU) vertreten.
Heinz-Werner Kriesch ist zudem Ortsvorsteher von Gleuel.
Im Kreistag des Rhein-Erft-Kreis wird Gleuel von Gerd Fabian (CDU) vertreten.

## Persönlichkeiten
- Ferdinand von Lüninck (* 15. Februar 1755 in Gleuel; † 18. März 1825 in Corvey), Fürstbischof von Corvey und Bischof von Münster.
- Arnold Kürten (* 18. Januar 1842 in Heppendorf; † 21. August 1912 in Köln), in Gleuel aufgewachsen, Arzt und Sanitätsrat in der damaligen Bürgermeisterei Hürth.
- Willy Schmitter (* 8. Februar 1884 in Mülheim (heute zu Köln); † 18. September 1905 in Leipzig), deutscher Radrennfahrer. Nach ihm wurde der in Gleuel ansässige Radsportverein RC Schmitter benannt.
- Arnulf Reichert, in Gleuel aufgewachsener Holocaustüberlebender, vermachte zusammen mit seiner Frau Elizabeth dem Kölner Zoo etwa 26 Mio. Dollar. Zu ihren Ehren wurde das Südamerikahaus im Kölner Zoo in Arnulf-und-Elizabeth-Reichert-Haus umbenannt.[13][14]